# Nureci
Nureci ist eine italienische Gemeinde (comune) mit 309 Einwohnern (Stand 31. Dezember 2023) auf Sardinien in der Provinz Oristano. Die Gemeinde liegt etwa 33,5 Kilometer ostsüdöstlich von Oristano.

## Verkehr
Durch die Gemeinde führt die Strada Statale 442 di Laconi e di Uras von Laconi nach Uras.